# Laroque, Hérault
Laroque är en kommun i departementet Hérault i regionen Occitanien i södra Frankrike. Kommunen ligger i kantonen Ganges som tillhör arrondissementet Lodève. År 2022 hade Laroque 1 670 invånare.

## Befolkningsutveckling
Antalet invånare i kommunen Laroque
Referens:INSEE